# Querétaro
Querétaroⓘ (Querétaro Arteaga) – stan w środkowym Meksyku. Graniczy ze stanami: San Luis Potosí (na północy), Guanajuato (na zachodzie), Hidalgo (na wschodzie), México (na południowym wschodzie), Michoacán (na południowym zachodzie).

## Podział administracyjny
Querétaro dzieli się na 18 gmin (hiszp. municipios).

## Historia
Pierwsze stałe ludzkie osiedla w Querétaro są datowane na ok. 400 n.e. Przez kilka stuleci kwitła tutaj tzw. kultura Teotihuacán. Później teren ten zamieszkiwali Indianie Otomi. Przed przybyciem Hiszpanów obszarem obecnego Querétaro władali Aztekowie. Cortésowi udało się sprzymierzyć z Otomi przeciwko Imperium Azteckiemu. Pierwszym hiszpańskim konkwistadorem, który przybył do tego regionu był Cristóbal de Olid (1522).
W latach 1522–1526 przywódcy Otomi przyjęli katolicyzm i chrześcijańskie imiona – Fernando de Tapia i Nicolás de San Luis Montanez. Także oni założyli miasto Santiago de Querétaro, które szybko się rozrastało i stało się dużym ośrodkiem rolniczym i handlowym w XVI i XVII w. W 1671 zostało oficjalnie mianowane trzecim miastem Wicekrólestwa Nowej Hiszpanii. W okresie od 1726 do 1739 powstał tu słynny akwedukt.
Bohaterzy narodowi – Miguel Hidalgo y Costilla i Mariano Matamoros w Querétaro zainicjowali w 1810 ruch niepodległościowy. Po dwóch latach walk powstańcy zostali pokonani, a region wrócił pod panowanie rojalistów. Mimo tego w rejonie nadal działały małe oddziałki rebelianckie. W 1821 Meksyk uzyskuje niepodległość a Querétaro staje się jedną z prowincji, w 1824 uzyskuje status stanu. Pierwsza konstytucja stanowa zostaje uchwalona w 1825.
Nieustanne walki o władzę i stan ciągłej wojny domowej sprawiają, że stan doświadcza politycznej i społecznej niestabilności. W latach 1863–1867 Querétaro pozostawało pod okupacją wojsk francuskich, które postanowiły wprowadzić w Meksyku cesarstwo. Cesarz Maksymilian I szukał schronienia na terenie stanu po tym jak Francuzi zostali pokonani przez siły liberałów pod dowództwem Benito Juareza. Maksymilian został jednak tutaj pojmany, a następnie stracony 19 czerwca 1867.
Przejęcie władzy przez Juareza wprowadziło upragniony spokój. Okres rozwoju gospodarczego i rozbudowy infrastruktury nastąpił za dyktatorskich rządów – Porfirio Diaza. W tym czasie na terenie stanu swoją działalność rozpoczęło kilka kościołów protestanckich (głównie metodyści).
W 1909 wybucha tu strajk kolejarzy, który zostaje brutalnie spacyfikowany przez wojska federalne. Niedługo potem w 1910 rozpoczyna się rewolucja meksykańska, która początkowo skierowana jest przeciwko Diazowi. Po jego obaleniu walki trwają nadal, z tą różnicą, że teraz toczą się one pomiędzy poszczególnymi przywódcami rewolucyjnymi.
W latach 20. dochodzi do walk pomiędzy siłami rządowymi a katolickimi bojówkarzami (tzw. powstanie cristero). Walki dotykają stan jedynie w niewielkim stopniu. Po okresie rewolucji region staje się coraz bardziej uprzemysłowiony, co jest głównie zasługą niewielkiej odległości od stolicy kraju. Sprawująca władzę w sposób autorytarny partia PRI miała w Querétaro dużo mniejsze poparcie niż w reszcie głównie wiejskich stanów. W 1997 pojawiła się tu realna opozycja wobec PRI w postaci konserwatywnej Partii Akcji Narodowej. W 2000 jej kandydat – Vicente Fox został pierwszym prezydentem spoza PRI, co nie zdarzyło się przez prawie kilkadziesiąt lat.

## Warunki geograficzne i klimatyczne
Krajobraz został ukształtowany głównie poprzez centralną wyżynę i dwa duże pasma górskie. Na północy leży Sierra Gorda (część Sierra Madre Oriental), składają się na nią liczne wysokie szczyty, małe doliny i głębokie kaniony. Na południu znajduje się Sierra Queretana – pasmo górskie wulkanicznego pochodzenia.
Oprócz tego na wyżynie znajdują się również górzyste regiony, takie jak chociażby Pinal de Zamorano, które leży pomiędzy Querétaro i Guanajuato.
Głównymi rzekami są: Pánuco (wpływająca do Zatoki Meksykańskiej) oraz Lerma (wpływająca do rzeki Santiago, a za jej pośrednictwem do Oceanu Spokojnego).
Na południu klimat jest raczej chłodny i wilgotny, z obfitymi deszczami w lecie. W środkowej części panuje klimat suchy lub półsuchy, opady są niewielkie. Północna część z kolei jest często nazywana „Pustynią Querétaro” ze względu na znikome ilości deszczu. W stolicy – Santiago de Querétaro średnia roczna temperatura wynosi ok. 18 °C i rzadko spada poniżej 10 °C. Średnia roczna opadów osiąga ok. 60 cm.
Region północny jest porośnięty przez twardą i kolczastą roślinność. W górach występują lasy sosnowe i dębowe. Do pospolitych zwierząt należą: jelenie, szopy pracze, skunksy i wiewiórki. Spotyka się takie ptaki jak: jastrzębie, gołębie i wróblowate.

## Gospodarka
Poszczególne sektory gospodarki stanu wg ich udziału w PKB, kształtują się następująco: przemysł (32%), usługi (18%), handel (19%), transport (11%), finanse (11%), rolnictwo (4%), budownictwo (4%) i górnictwo (1%).
Z ważniejszych gałęzi przemysłu można wymienić: branżę spożywczą, samochodową (Tremac), włókiennictwo (wełna i bawełna). Większość zakładów koncentruje się wokół stolicy stanu. Na mniejszą skalę wykonuje się wyroby rzemieślnicze: meble, ceramikę i biżuterię.
Rolnictwo jest jednym z ważniejszych źródeł utrzymania ludności. Do głównych roślin uprawnych należą: fasola, cebula, kapusta, sorgo. Hoduje się bydło mleczne, czemu sprzyjają bogate pastwiska.
Wydobywa się takie surowce mineralne jak: srebro, złoto, rtęć i miedź. Główne ośrodki wydobywcze znajdują się w Cadereyta i Toliman.

## Turystyka
Miasto San Miguel de Allende słynie jako ośrodek artystyczny (tworzy tu wielu znanych pisarzy i artystów). W grudniu odbywa się tu festiwal muzyczny. 29 września natomiast obchodzone jest święto patrona miasta – Archanioła Michała. San Miguel to także wiele restauracji i kolonialna architektura. W Santiago de Querétaro położona jest strefa archeologiczna – El Cerrito z ruinami prekolumbijskich cywilizacji.

## Główne miasta
- Santiago de Querétaro
- San Juan del Río
- Corregidora
- El Marqués
- Amealco de Bonfil
- Cadereyta de Montes
- Tequisquiapan

## Galeria

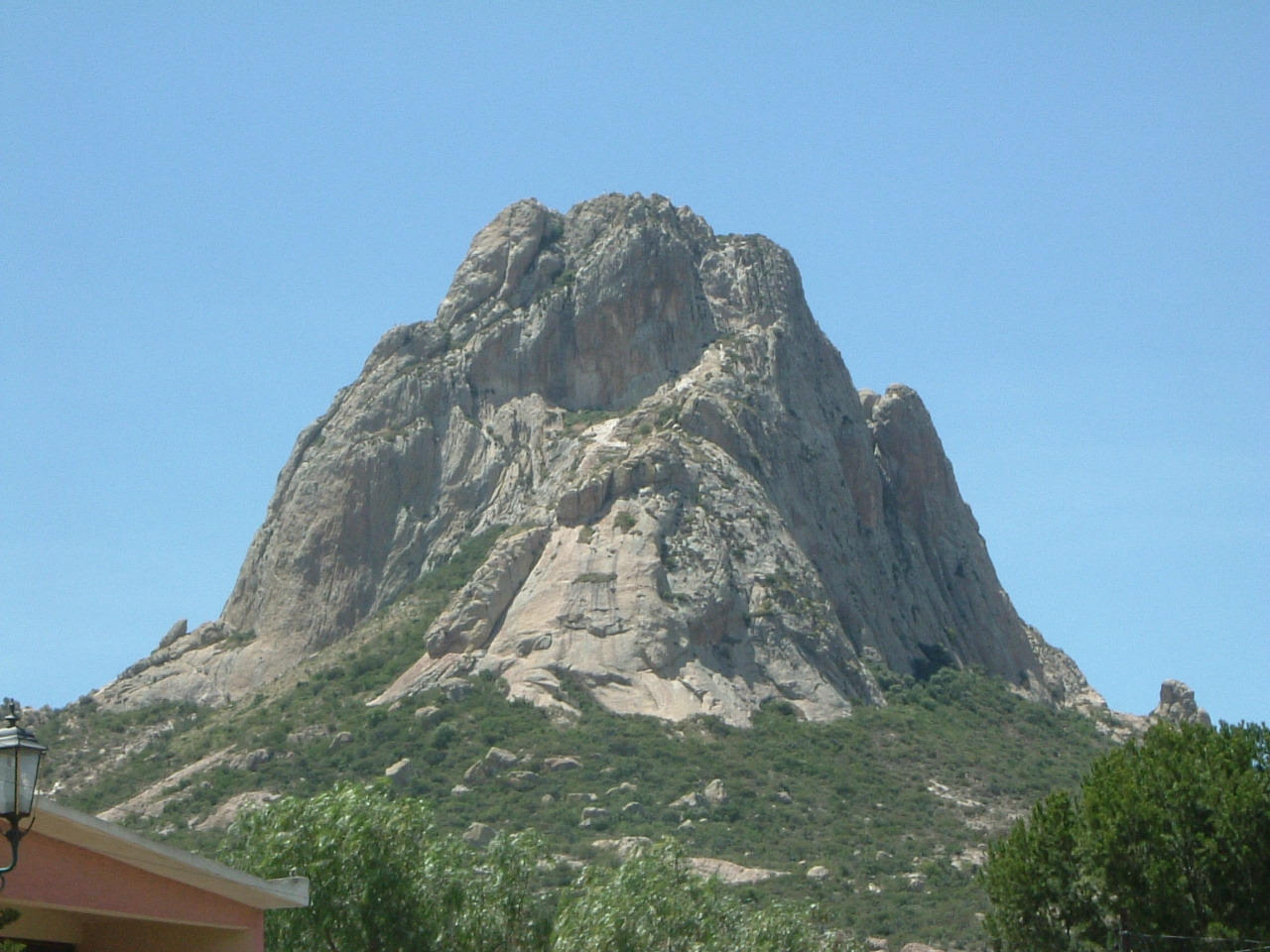
Pena de Bernal
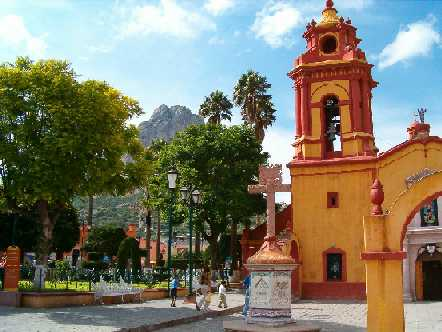
Bernal
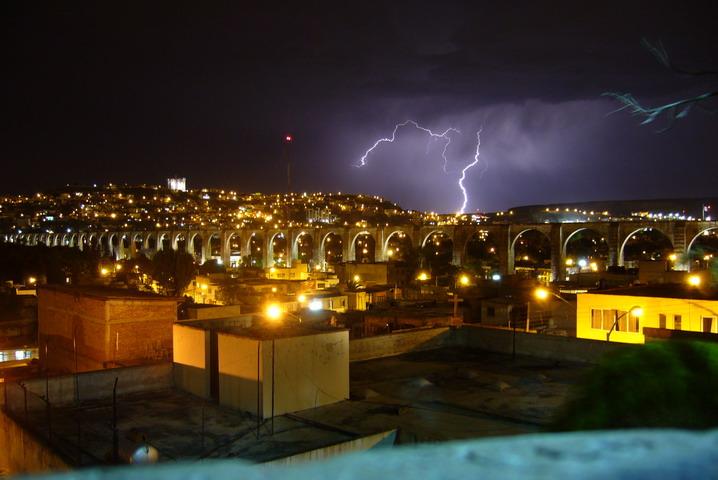
Akwedukt
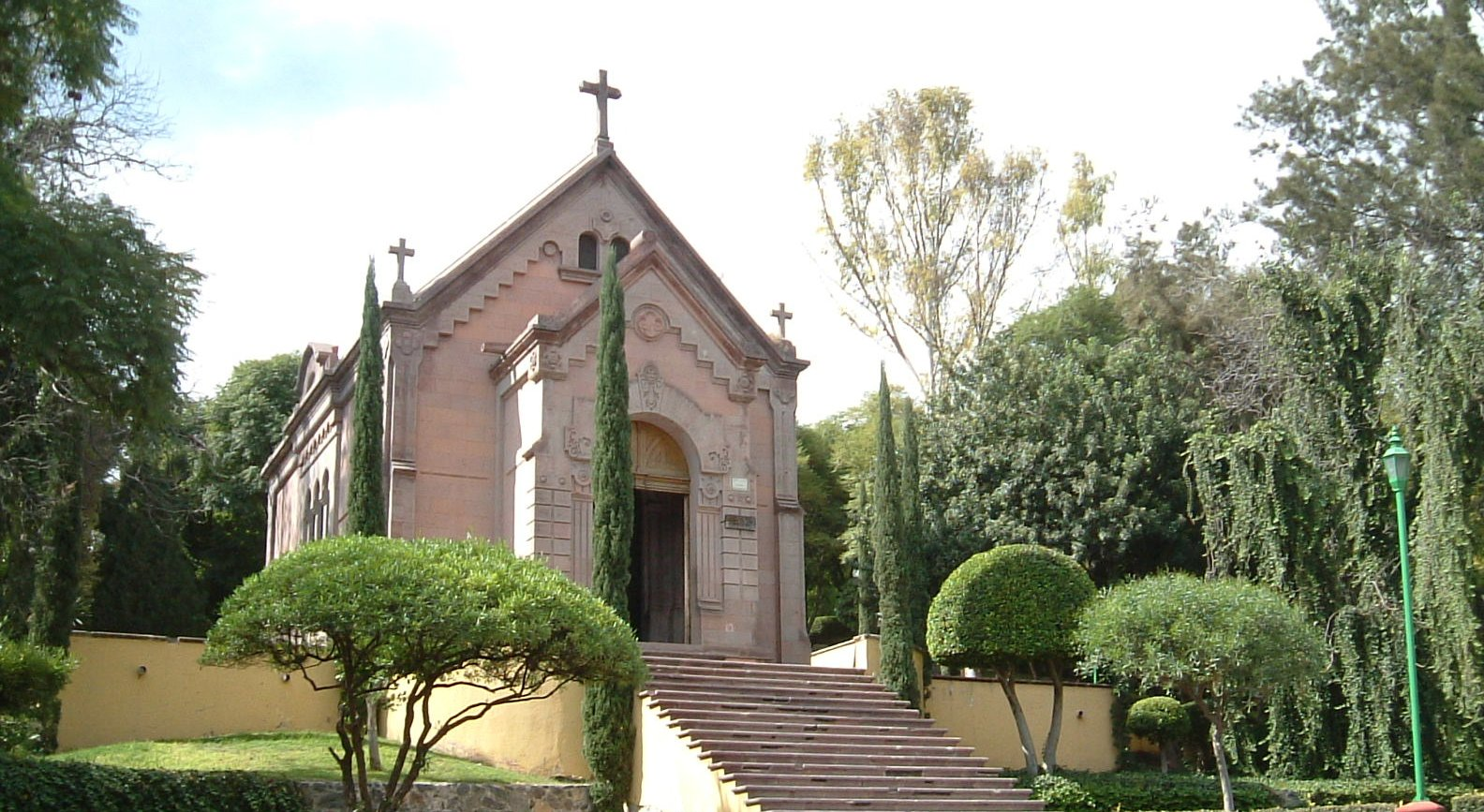
Capilla de Maximiliano